# Senneerkuppam
Senneerkuppam es una ciudad censal situada en el distrito de Tiruvallur en el estado de Tamil Nadu (India). Su población es de 16237 habitantes (2011). Se encuentra a 27 km de Tiruvallur y a 20 km de Chennai.

## Demografía
Según el censo de 2011 la población de Senneerkuppam era de 16237 habitantes, de los cuales 8229 eran hombres y 8008 eran mujeres. Senneerkuppam tiene una tasa media de alfabetización del 87,11%, superior a la media estatal del 80,09%: la alfabetización masculina es del 91,49%, y la alfabetización femenina del 82,63%.